# Blang Peuria
Blang Peuria is een bestuurslaag in het regentschap Aceh Utara van de provincie Atjeh, Indonesië. Blang Peuria telt 1568 inwoners (volkstelling 2010).